# ديان ميدينا
ديان ميدينا هي ممثلة فلبينية، ولدت في 5 نوفمبر 1986 في مانيلا في الفلبين.

## وصلات خارجية
- ديان ميدينا على موقع IMDb (الإنجليزية)
- ديان ميدينا على موقع قاعدة بيانات الفيلم (الإنجليزية)